# ジアド・ドゥエイリ
ジアド・ドゥエイリ（ラテン文字：Ziad Doueiri、アラビア語:  زياد دويري  A、1963年 - ）は、レバノン生まれの映画監督、脚本家である。

## 経歴
ドゥエイリはレバノン内戦の期間中に祖国レバノンを離れ、アメリカ合衆国に留学。
映画関連の経歴としては、ジャッキー・ブラウン、フロム・ダスク・ティル・ドーン、パルプ・フィクション、レザボア・ドッグスなどクエンティン・タランティーノ監督作品で撮影助手を務め注目される
。
2011年9月に帰国するまではロサンジェルスとベイルートを行き来し映画制作に取り組む。帰国後はベイルートを拠点としている。

## 主なフィルモグラフィ
- West Beirut (1998) 監督・脚本
- Lila Says (2004) 監督・脚本
- Sleeper Cell (2005) 監督：テレビシリーズのエピソード「Immigrant」
- The Attack (2012) 監督・脚本
- Affaire Étrangère (2013) 監督・脚本
- Baron Noir (2016) 監督：テレビシリーズのエピソード8回
- 判決、ふたつの希望 （アラビア語: قضية رقم ٢٣, フランス語: L'insulte）(2017) 監督・脚本：アカデミー外国語映画賞（2018年）ノミネート